# Zdzisław Dudzik (pilot)

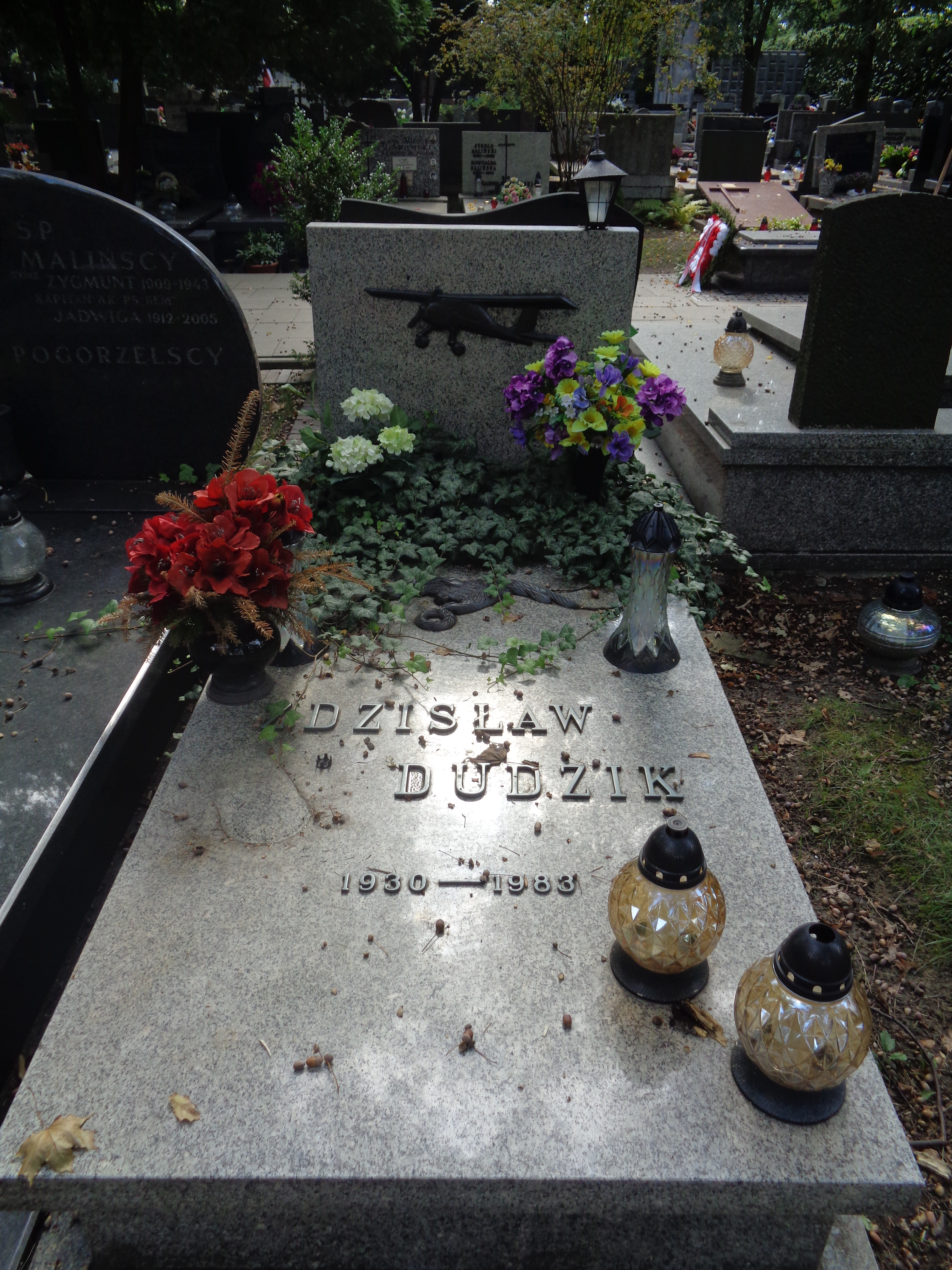
Grób Zdzisława Dudzika na Cmentarzu Wojskowym na Powązkach

Zdzisław Dudzik (ur. ok. 1930, zm. 31 grudnia 1983 lub 1 stycznia 1984 w Warszawie) – polski pilot sportowy, trener kadry narodowej.
Podjął pracę w Aeroklubie Warszawskim. 1 lutego 1955 został kierownikiem wyszkolenia AW. W 1955, 1960, 1962, 1963, 1970 zdobywał złoty medal samolotowych mistrzostw Polski seniorów. W 1957, 1959 zdobył wicemistrzostwo Polski. Zdobywał tytuły mistrzowskie kraju w kategorii akrobacji i rajdowej oraz nagrody w zawodach samolotowych. Został trenerem, był szkoleniowcem kadry narodowej Polski, wychowawcą pilotów, którzy zdobywali medale mistrzostw świata i Europy. Był majorem rezerwy lotnictwa PRL.
Zmarł nagle w wieku 53 lat, według różnych źródeł 31 grudnia 1983 lub 1 stycznia 1984. Został pochowany na Cmentarzu Wojskowym na Powązkach w Warszawie kwatera C16 rząd 7 miejsce 8.
W 1967 otrzymał odznakę i tytuł „Mistrz Sportu”, w 1972 srebrny medal „Za Wybitne Osiągnięcia Sportowe” w sporcie samolotowym. Pochowany na Cmentarzu Wojskowym na Powązkach w Warszawie (kwatera C16-7-8).
Ku jego pamięci zorganizowane cykliczne Ogólnopolskie Zawody Samolotowe im. Zdzisława Dudzika. 

## Odznaczenia
- Dyplom Paula Tissandiera nr 2890 (1978)
- Medal za Wybitne Osiągnięcia Sportowe srebrny (1972)